# 상투메 국제공항

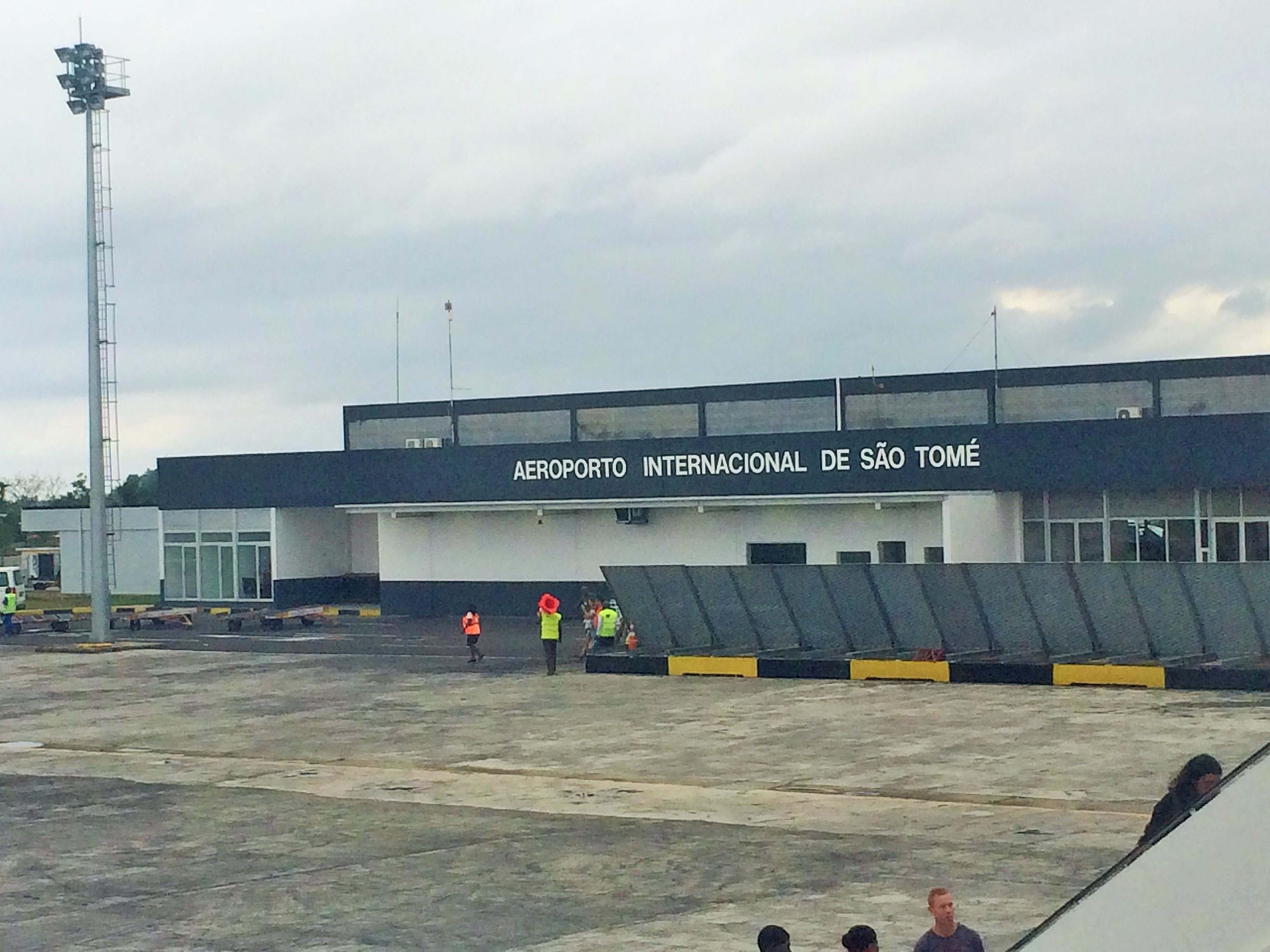

상투메 국제공항(São Tomé International Airport, 포르투갈어: Aeroporto Internacional de São Tomé, IATA: TMS, ICAO: FPST)은 상투메섬에 위치한 국제공항으로, 상투메시로부터 5킬로미터 떨어진 곳에 위치해 있다. 상투메 프린시페를 관할하는 주요 공항이다.
평균 해수면 33피트 고도에 위치해 있다.